# Istituto del Prado
L'Istituto del Prado è un istituto secolare maschile di diritto pontificio: comprende un ramo clericale e uno laicale.

## Storia
L'istituto venne fondato da Antoine Chevrier (1826-1879), vicario parrocchiale di Sant'Andrea della Guillottière, una zona industriale malfamata alla periferia di Lione: profondamente colpito dalla condizione di miseria della popolazione, con l'aiuto di Camille Rambaud, iniziò a dedicarsi all'assistenza morale e materiale alla gioventù operaia.
Il 10 dicembre 1860 (convenzionalmente ritenuta data istitutiva dell'Istituto) acquistò un ex salone da ballo, "Le Prado", presso la sua parrocchia e vi stabilì la sede della sua opera. Pensò anche di formare dei sacerdoti specializzati nel servizio ai poveri: nel 1866 aprì presso il Prado una scuola clericale e i primi aspiranti vennero ordinati a Roma, dove erano stati inviati nel 1876 per completarvi la loro formazione.
Nel 1924 l'associazione dei sacerdoti del Prado venne eretta in società di vita comune di diritto diocesano e nel 1930 venne aggregata all'Ordine dei Frati Minori Conventuali. Nel 1954 la società si è trasformata in istituto secolare e come tale ha ricevuto il pontificio decreto di lode il 28 ottobre 1959.
Padre Chevrier è stato proclamato beato da papa Giovanni Paolo II nel campo Eurexpo di Lione il 4 ottobre 1986.

## Attività e diffusione
I sacerdoti dell'Istituto non hanno una opera specifica, ma si impegnano a mettersi a disposizione dei vescovi per il servizio nelle parrocchie più povere e più scristianizzate.
La sede centrale è in rue Père Chevrier a Lione; a Roma, in lungotevere dei Tebaldi, si trova la procura generale dell'istituto.